# Camassia
Camassia  Lindl es un género  de plantas perennes y bulbosas pertenecientes a la antigua familia Agavaceae ahora subfamilia Agavoideae de las monocotiledóneas. Anteriormente se lo ubicaba dentro de la familia Liliaceae pero los estudios del ADN han demostrado que pertenece a Asparagaceae. Comprende 6 especies originarias de América boreal.

## Descripción
Son plantas herbáceas, perennes y bulbosas, de hojas lineales y arrosetadas.
Las flores son actinomorfas o zigomorfas y hermafroditas, azules, purpúreas, blancas o amarillentas, pediceladas, dispuestas en racimos en la extremidad de un largo escapo bracteado. El perigonio está compuesto de 6 tépalos libres y extendidos. El androceo está formado por 6 estambres, insertos en la base de los tépalos. Los filamentos son filiformes y las anteras son dorsifijas. El ovario es súpero, trilocular y con los lóculos pluriovulados. El estilo es filiforme y el estigma es trífido. El fruto es una cápsula dehiscente.

## Taxonomía
El género fue descrito por John Lindley  y publicado en Edwards's Botanical Register 18: pl. 1486. 1832. La especie tipo es: Camassia esculenta Lindl.

## Especies
- Camassia angusta
- Camassia cusickii
- Camassia howellii

- Camassia leichtlinii
- Camassia quamash.
- Camassia scilloides

### Proyectos de Conservación y Restauración
- Camas Meadows at Washington State University Archivado el 3 de marzo de 2016 en Wayback Machine.
- Camassia Natural Area (Oregon - Nature Conservancy)
- Camassia Slopes Preserve (North Carolina - Nature Conservancy)

- Datos: Q1810294
- Multimedia: Camassia / Q1810294
- Especies: Camassia